# Municipalitatea Mexicali

Zona municipalităţii Mexicali pe harta statului Baja California.

Mexicali este o municipalitate din statul Baja California, Mexico.
1. 1 2   http://www.snim.rami.gob.mx/ Lipsește sau este vid: |title= (ajutor)
2. ↑   https://www.inegi.org.mx/programas/ccpv/2020/ Lipsește sau este vid: |title= (ajutor)
3. ↑   http://tucodigo.mx/index.php?estado=2&mpio=2&b_query=mpio Lipsește sau este vid: |title= (ajutor)
4. ↑   https://loquesigue.tv/lada-658-de-donde-es/ Lipsește sau este vid: |title= (ajutor)